# Film cecoslovacchi proposti per l'Oscar al miglior film straniero
Nel corso degli anni, alcuni film cecoslovacchi sono stati candidati al Premio Oscar nella categoria miglior film straniero.
La Cecoslovacchia ha vinto in totale 2 statuette e ha avuto 4 nomination.
| Anno | Film                                                                   | Regia                  | Risultato     |
| ---- | ---------------------------------------------------------------------- | ---------------------- | ------------- |
| 1965 | Lemonade Joe (Limonádový Joe)                                          | Oldřich Lipský         | Non candidato |
| 1966 | Il negozio al corso (Obchod na korze)                                  | Ján Kadár e Elmar Klos | Vincitore     |
| 1967 | Gli amori di una bionda (Lásky jedné plavovlásky)                      | Miloš Forman           | Candidato     |
| 1968 | Treni strettamente sorvegliati (Ostře sledované vlaky)                 | Jiří Menzel            | Vincitore     |
| 1969 | Fuoco ragazza mia! (Hoří, má panenko)                                  | Miloš Forman           | Candidato     |
| 1970 | L'uomo che bruciava i cadaveri (Spalovač mrtvol)                       | Juraj Herz             | Non candidato |
| 1971 |                                                                        |                        |               |
| 1972 |                                                                        |                        |               |
| 1973 |                                                                        |                        |               |
| 1974 | Giorni di tradimento (Dny zrady I)                                     | Otakar Vávra           | Non candidato |
| 1975 | Milenci v roce jedna                                                   | Jaroslav Balík         | Non candidato |
| 1976 | Avventura al circo di Mosca (Cirkus v cirkuse)                         | Oldřich Lipský         | Non candidato |
| 1977 | Jeden stříbrný                                                         | Jaroslav Balík         | Non candidato |
| 1978 |                                                                        |                        |               |
| 1979 | Nick Carter quel pazzo di detective americano (Adéla ještě nevečeřela) | Oldřich Lipský         | Non candidato |
| 1980 | I magnifici uomini con la manovella (Báječní muži s klikou)            | Jiří Menzel            | Non candidato |
| 1981 | Amore tra le gocce di pioggia (Lásky mezi kapkami deště)               | Karel Kachyňa          | Non candidato |
| 1982 | La divina Emma (Božská Ema)                                            | Jiří Krejčík           | Non candidato |
| 1983 | Pomocník                                                               | Zoro Záhon             | Non candidato |
| 1984 | Eclissi parziali (Neúplné zatmění)                                     | Jaromil Jireš          | Non candidato |
| 1985 | L'ape millenaria (Tisícročná včela)                                    | Juraj Jakubisko        | Non candidato |
| 1986 | Skalpel, prosím                                                        | Jiří Svoboda           | Non candidato |
| 1987 | Il mio piccolo villaggio (Vesničko má středisková)                     | Jiří Menzel            | Candidato     |
| 1988 | Smrt krásných srnců                                                    | Karel Kachyňa          | Non candidato |
| 1989 |                                                                        |                        |               |
| 1990 | Kopytem sem, kopytem tam                                               | Věra Chytilová         | Non candidato |
| 1991 | Vojtěch, řečený sirotek                                                | Zdeněk Tyc             | Non candidato |
| 1992 | Scuola elementare (Obecná škola)                                       | Jan Svěrák             | Candidato     |

| Non candidato | Il film è stato proposto dalla Cecoslovacchia, ma non è stato candidato dall'Academy of Motion Picture Arts and Sciences. |
| Short-list    | Il film è entrato nella "short-list" stilata a gennaio dei nove candidati per l'Oscar al miglior film straniero.          |
| Candidato     | Il film è entrato a far parte dei cinque candidati per l'Oscar al miglior film straniero.                                 |
| Vincitore     | Il film ha vinto l'Oscar al miglior film straniero.                                                                       |